# Eugène Briest et Frères
Eugène Briest et Frères war ein französischer Hersteller von Automobilen.

## Unternehmensgeschichte
Eugène Briest gründete 1894 das Unternehmen in Nantes zur Produktion von Automobilen. Der Markenname lautete Briest-Armand. 1898 endete die Produktion.

## Fahrzeuge
Das erste Modell war ein Dreirad mit Dampfmotor. 1897 folgten Modelle mit Einzylindermotoren. Die offenen Karosserien boten wahlweise Platz für zwei, vier oder sechs Personen. 1898 entstand ein Bus mit Platz für zwölf Personen.